# Raffaello Riccardi
Raffaello Riccardi (Mosca, 4 febbraio 1899 – Roma, 1977) è stato un politico e dirigente sportivo italiano, fu Ministro per gli Scambi e Valute nel governo Mussolini.

## Biografia
Figlio di una donna russa e un pittore edile emigrato in Russia alla ricerca di lavoro, dopo pochi anni seguì il padre in Francia e poi in Belgio, dove questi morì, lasciandolo solo ancora bambino. Tornato in Italia, visse prima a Roma e poi a Senigallia, presso la famiglia paterna, salvo poi trascorrere gli anni dell'adolescenza in collegio. Posizionatosi su posizioni interventiste, partecipò alle manifestazioni pesaresi nel maggio 1915. Dopo la battaglia di Caporetto poté arruolarsi prestando servizio nell'artiglieria e poi, promosso sottotenente, in cavalleria. 

### Squadrismo e ascesa nel partito fascista nelle Marche
Nell'immediato dopoguerra, impiegato in compiti di ordine pubblico in Romagna, partecipò con i suoi commilitoni ad alcuni scontri con i socialisti. In questa fase si avvicinò al nascente fascismo, segnalandosi, dopo il congedo, tra i fondatori del Fascio di Combattimento di Senigallia nel luglio del 1920 e di Pesaro qualche mese dopo. Nel capoluogo marchigiano fonda e dirige il settimanale L'Ora. Ben presto si segnalò tra i più violenti squadristi del pesarese. Nella primavera del 1921, per sostenere la campagna elettorale del candidato fascista Silvio Gai, scatenò nell'anconetano e nell'ascolano una serie di violenze contro gli avversari politici. Tra il febbraio e il luglio del 1922 venne incarcerato per aver sparato contro i socialisti durante una spedizione punitiva a Cagli.

La notte tra il 2 e il 3 ottobre a Fossombrone una squadraccia si presenta alla porta del comunista Giuseppe Valenti per punirlo per alcune offese rivolte da quest'ultimo contro un fascista il giorno prima. Valenti, temendo per la sua vita, si arma e si nasconde mentre i fascisti gli intimano di uscire. Scoperto uccide gli squadristi Antonio Fiorelli e Furio Fabi e si da alla macchia. Venuto a conoscenza di quanto successo Riccardi fece convogliare nella zona alcune squadre dando il via ad una caccia all'uomo e, più in generale, ad una rappresaglia contro gli antifascisti. Nel corso delle retate venne ucciso a Fossombrone il socialista Antonio Lucchetti, mentre i negozi e le proprietà degli antifascisti venivano devastate e saccheggiate. Dopo giorni di ricerche Valenti venne individuato in un cascinale, legato, pestato e condotto a Fossombrone per un vero e proprio supplizio. Fatto sfilare le vie del paese, dove continuò ad essere picchiato e bastonato dai fascisti, fu poi portato nella sede del fascio dove fu "processato" da un tribunale presieduto da Riccardi e condannato a morte.
Interrogatorio drammatico. Confessione piena. Sentenza rivoluzionaria. Forse in tutta Italia la più rivoluzionaria delle sentenze.
Una volta emessa la sentenza Valenti fu colpito da due pugnalate infertigli dallo stesso Riccardi e poi portato presso una cava dove fu finito a coltellate e colpi di arma da fuoco.
Per sfuggire al mandato di arresto per omicidio volontario, si trasferisce temporaneamente sotto falsa identità a Caltanissetta, dove coadiuva la mafia nell'inquadramento di operai delle miniere di zolfo nel sindacato fascista.
Partecipa alla Marcia su Roma. Viene condannato a 4 mesi e 15 giorni per l’omicidio di Valenti. La sentenza è cancellata dall'amnistia del 22 dicembre 1922.

Nel 1939 pubblica un libro di memorie sul periodo dello squadrismo marchigiano: Pagine Squadriste. Nel libro rievoca numerosi episodi di violenza politica di cui è stato protagonista, dirigendo lo squadrismo pesarese.
La violenza è l’ostetrica della rivoluzione nelle cui mani nasce l’ordine nuovo. (…) Le grandi parabole ascensionali che i popoli costruiscono e lanciano oltre il proprio destino s’illuminano del sangue che le ha generate. Io credo nella violenza; e ad essa attribuisco facoltà taumaturgiche. La violenza è, nella vita politica di un popolo, quel che la crisi è nella sua vita economica: il correttivo per eccellenza.
Nei primi anni Venti è fiduciario provinciale del Partito Nazionale Fascista. È segretario particolare del deputato Silvio Gai e viene eletto parlamentare alle elezioni politiche del 1924 nel listone fascista.

### Carriera politica
Confermato nelle elezioni politiche di cinque anni dopo, entra nel governo Mussolini,dapprima come sottosegretario al Ministero delle Comunicazioni (9 luglio 1928 - 11 settembre 1929), poi come sottosegretario al Ministero dell'Aeronautica (12 settembre 1929 - 6 novembre 1933). Nel 1934 viene confermato deputato alla Camera.
Nel 1939 diviene consigliere nazionale della Camera dei Fasci e delle Corporazioni, fino all'agosto 1943 nonché console generale della Milizia Volontaria per la Sicurezza Nazionale.
Diviene Ministro per gli Scambi e Valute (31 ottobre 1939 - 6 febbraio 1943) e presidente dell’Istituto Nazionale per gli Scambi con l’Estero e Commissario dell’Istituto Nazionale Fascista per il Commercio Estero (1939-1943).  Da Ministro,  dimostra al Duce che nel 1942 Marcello Petacci si rese protagonista di vari scandali finanziari.
Dal 1938 al 1939 è Presidente Generale della Polisportiva S.S. Lazio. Diviene anche Presidente della Federazione Pugilistica Italiana. Nel 1942 gli viene assegnata la laurea in giurisprudenza honoris causa dall'università di Urbino.
La sua ascesa politica è accompagnata da notevole arricchimento. All'inizio degli anni 1930 viene coinvolto in una serie di inchieste governative su importanti attività economiche pesaresi: la Cassa di Risparmio di Pesaro, il Consorzio delle Cooperative di Produzione e Lavoro, e la Società Anonima Industria Bagni e Alberghi (SAIBA).  Le inchieste svelano un sistema di controllo di queste istituzioni gestito da esponenti dello squadrismo locale degli anni 1920, facenti tuttora capo a Riccardi.  Secondo le inchieste, i dirigenti di queste società le gestiscono e utilizzano per speculazioni allo scopo di arricchimento personale, in una fitta rete di abusi e irregolarità.  Le inchieste mettono alla luce casi di diretta influenza di Riccardi sul sistema, flussi di denaro verso di lui, e uso del suo nome da parte di dirigenti locali per rafforzare il loro controllo.
Nel 1940 Mussolini gli chiede di fare chiarezza su insistenti voci relative a suoi interessi economici: Riccardi risponde affermando la propria onestà. Nel 1942 altre indagini segnalano che Riccardi ha investito capitali in Svizzera.
Nel 1943 viene sostituito al dicastero da Oreste Bonomi, dopo l'approvazione dell'ordine del giorno Grandi e viene arrestato per ordine di Pietro Badoglio e rinchiuso nel carcere di Regina Coeli: liberato dai tedeschi nel settembre del 1943 e condotto a Monaco di Baviera, aderisce alla Repubblica Sociale Italiana senza tuttavia ricoprire incarichi istituzionali all'interno di essa.

### Dopoguerra
Nel luglio del 1947 viene processato per i fatti delittuosi avvenuti nel 1922 a Fossombrone: viene assolto per insufficienza di prove e dichiara che gli episodi narrati in Pagine squadriste sono elaborati di fantasia. 
Pubblica nel 1946 un libro di memorie; in seguito si ritirò a vita privata. Visse in Svizzera a Lugano. Viene citato da alcune fonti col nome di "Raffaele".